# Butsukari otoko
Butsukari otoko (japanisch ぶつかり男; deutsch Rempler-Mann; englisch bumping man); auch butsukari ojisan (Rempler-Opi), takkuru otoko タックル男 (Stoßer) oder taiatari otoko 体当たり男 (Rammer) bezeichnet ein aggressiv-deviantes Sozialverhalten meist gegenüber Frauen oder schwächeren Männern als neueres Gesellschaftsphänomen des urbanen Japans, wobei der Rempler seine Attacke an überfüllten öffentlichen Orten durchführt wie z. B. auf Bahnhöfen, um sich im Gemenge der Verantwortung entziehen zu können. Einige Täter wurden jedoch schon in Gewahrsam genommen. Die angegebenen Gründe für diese aggressiven Akte variieren, manches Mal weist der Täter sogar dem Opfer Schuld zu.

## Hintergründe des Gesellschaftsphänomens
Der erste sogenannte Rempler-Mann (butsukari otoko) wurde zunächst im Mai 2018 auf dem Bahnhof Shinjuku registriert. Nachdem auch andere Vorkommnisse bekannt oder per SMS mitgeteilt wurden, behandelten die japanischen Medien sowie Internet Foren Fälle von forcierten Zusammenstoßattacken (butsukari kōi) und lösten eine öffentliche Debatte aus, die bis heute anhält. Weibliche Akteure sind im Vergleich seltener, sind jedoch auch zu Gange. Angriffe auf ausländische Frauen durch japanische Rempelmänner waren ebenso verschiedentlich zu beobachten gewesen. Man erklärt die Taten der „Rempler“ oft mit sexueller Frustration, wobei ein weiterer Grund möglicherweise ein beeinträchtigtes Anstandsempfinden der meist mittelalten Männer sein mag, die sich durch im Gehen telefonierende Menschen (= 歩きスマホ aruki sumaho) erheblich gestört fühlen – in der Vorhandy-Ära galt in der japanischen Öffentlichkeit Zurückgenommenheit, Schweigen und Platz machen als Basis eines guten Miteinander. Als Störfaktoren eines reibungslosen öffentlichen Verkehrsflusses werden zudem Kinderwägen oder Rollstühle gesehen.
Man kann von der These ausgehen, dass auch in Japan der allgemeine Stresspegel aufgrund verschiedener Umstände wie die schlechte Wirtschaftslage, steigende Zukunftsängste, wachsende Unzufriedenheit mit der Politik und den Lebensumständen, mit Touristen überfüllte Plätze (Overtourism in Japan) sowie eine insgesamt erhöhte Frustration und Vigilität (Erschütterung des Sicherheitsgefühls) etc. stetig steigt. Dies illustriert eventuell auch der Fall eines rempelnden Professors, der in Fukuoka einen Oberschüler mit Fahrrad zum Sturz brachte. Der Täter, ein Mann um die 50 Jahre, war Dozent an der Seinan-Gakuin-Universität.
Die Aktionen können gemeinhin als Versuche der Stressbewältigung (sutoresu kaishō) bewertet werden, wobei es dem nicht dingfest gemachten Täter in einer sehr restriktiven Gesellschaft sicher vor allem Genugtuung ist, seine Aggressionen ohne jede Strafe ausgelebt zu haben.